# Énergie au Soudan du Sud
Le secteur de l'énergie au Soudan du Sud est principalement marqué par la production de pétrole.

## Secteur des hydrocarbures

bassins sédimentaires en Afrique centre-orientale.

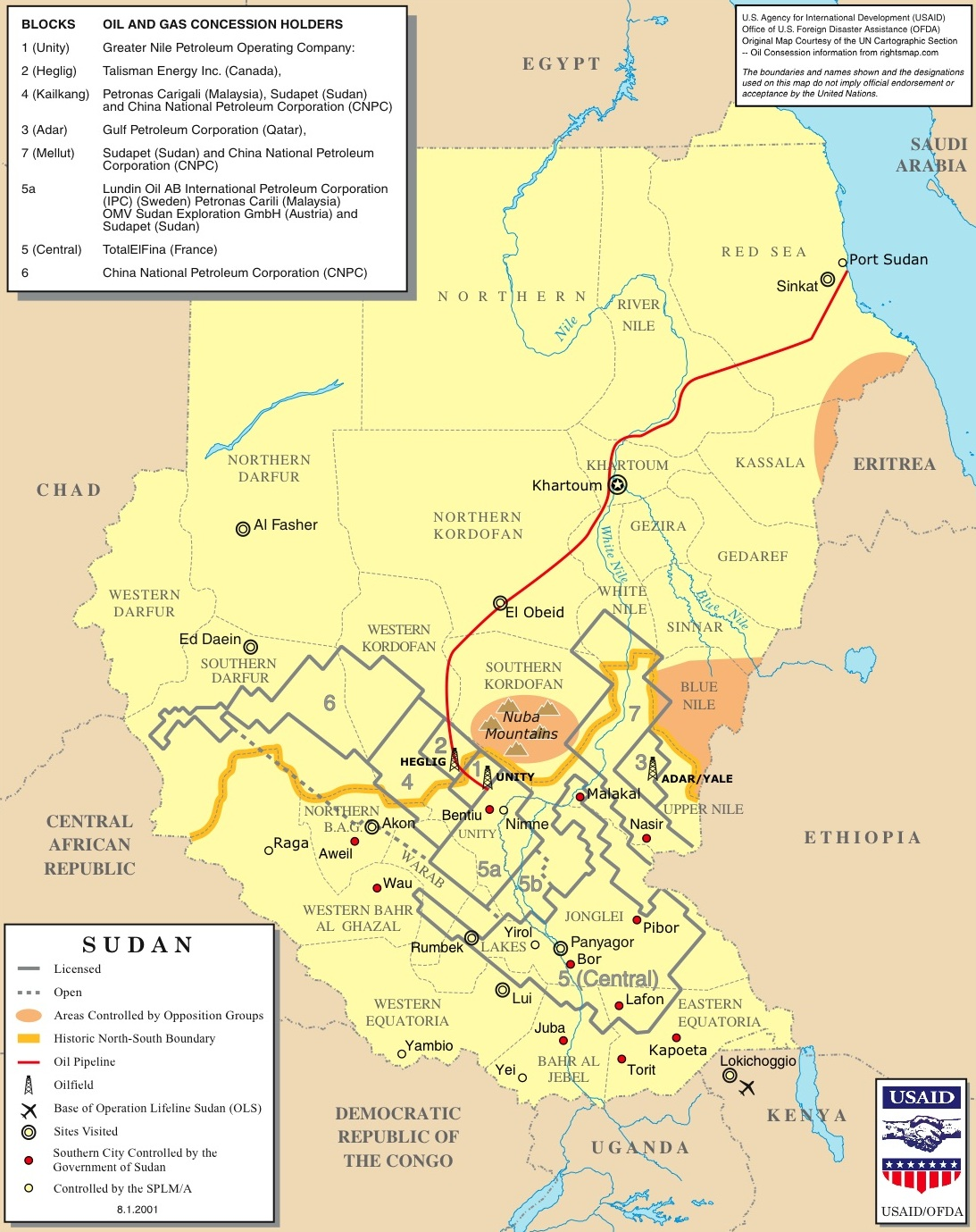
Tracé du GNOP.

À partir de 1975, la compagnie Chevron recherche du pétrole dans l'actuel territoire sud-soudanais (encore soudanais), et découvre plusieurs gisements, notamment ceux nommés Adar (dans le bassin de Melut) et Unity (dans le bassin de Muglad). La Seconde guerre civile soudanaise commence en 1984. année où trois employés de Chevron sont tués. Face au manque de sécurité, Chevron abandonne les opérations en 1988, avant qu'une production de pétrole n'ait commencé.
Dans les années 1990, le Soudan construit un oléoduc, Greater Nile Oil Pipeline, qui aboutit à port Soudan et permet l'exportation de pétrole depuis ces gisements. Le premier chargement de pétrole est expédié en septembre 1999. 
L'indépendance du Soudan du Sud, effective en 2011, divise les ressources pétrolières : ainsi le gisement Unity est dans le territoire du Soudan du Sud, tandis que le gisement Heglig, très proche, est de l'autre côté de la nouvelle frontière. À l'indépendance, le Soudan a constitué sa compagnie pétrolière nationale, Nilepet, qui reprend les actifs de la compagnie nationale Sudapet sur le territoire. 
Après l'indépendance, un conflit s'est immédiatement posé avec le Soudan pour l'usage de l'oléoduc. En effet, le GNOP est la seule voie par laquelle le pétrole produit au Soudan du Sud peut être exporté. Le Soudan a donc profité de cette situation pour exiger un prix extrêmement élevé pour le transit du pétrole par son territoire, lui permettant d'accaparer une grande partie des profits générés par le pétrole sud-soudanais. Le Soudan du sud réplique en coupant temporairement sa production (se privant de 98% de ses recettes budgétaires), et entame des négociations avec le Kenya pour la construction d'un autre oléoduc aboutissant à Lamu.
L'exploitation des gisements est maintenant aux mains des compagnies chinoise CNPC et malaisienne Petronas. L'exploration pétrolière n'a repris que très modestement après l'indépendance. Un petit gisement a été découvert en 2019. Les gisements de pétrole du pays sont de taille limitée, et les plus importants ont maintenant passé leur pic de production. En 2019, le Soudan du Sud produit 172 000 barils par jour, celle production est en forte baisse depuis. Le gouvernement anticipe 150 000 b/j en 2023, alors que les gisements situés désormais au Soudan du Sud produisaient le double avant l'indépendance. 
Malgré la baisse de la production sud-soudanaise, le projet d'oléoduc traversant le Kenya est toujours défendu, car il se justifie économiquement par les découvertes encore inexploitées de pétrole dans le comté de Turkana, région kényane limitrophe du Soudan du Sud.

## Raffinage
Les deux raffineries soudanaises se trouvant à Port-Soudan et Khartoum, le Soudan du Sud n'a hérité d'aucune capacité de raffinage et doit donc importer ses carburants. Le pays compte ouvrir une raffinerie en 2023, avec une capacité initiale de 40 000 barils par jour.

## Électrification
En 2020, seulement 1 % de la population est reliée au réseau électrique. 